# Alberto Bernabé
Alberto Bernabé Pajares (Huelva, 1946) è un filologo, storico della filosofia antica spagnolo, noto per i suoi studi sull'Orfismo.
È professore di filologia greca all'Università Complutense di Madrid.

## Opere principali
Edizioni critiche:
- Poetae epici Graeci. Testimonia et fragmenta. Pars I, Leipzig, 1987.
- Orphei Hymnorum Concordantia, Hildesheim-Zürich-Nueva York, 1988.
- Poetae epici Graeci. Testimonia et fragmenta. Pars I (editio correctior), Stuttgart - Leipzig, 1996.
- Poetae epici Graeci. Testimonia et fragmenta, Pars II: Orphicorum et Orphicis similium testimonia et fragmenta, 3 voll., Monachii et Lipsiae 2004-2007

Traduzioni:
- Himnos homéricos. La Batracomiomaquia, Madrid, 1978.
- Textos literarios hetitas, Madrid, 1979.
- Fragmentos de épica griega arcaica, Madrid, 1980.
- Filóstrato, Vida de Apolonio de Tiana, Madrid, 1980.
- Píndaro, Epinicios (en colaboración con P.Bádenas), Madrid, 1984.
- De Tales a Demócrito. Fragmentos presocráticos, Madrid, 1988.
- Aristóteles, Retórica, Madrid, 1998.
- Instrucciones para el más allá: las laminillas orficas de oro (con la collaborazione di A. Jiménez San Cristóbal), Madrid, 2001.
- Hieros logos. Poesía órfica sobre los dioses, el alma y el más allá, Madrid, 2003.

Studi
- Manual de crítica textual y edición de textos griegos, Madrid, 1992.
- Manual de Lingüística Indoeuropea, I, Madrid, 1995.
- Textos órficos y filosofía presocrática. Materiales para una comparación, Madrid, 2004.